# Зебра (пешеходный переход)

Трафарет разметки «зебра»

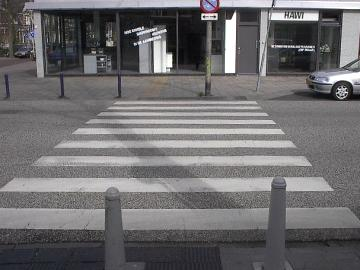
Пешеходный переход «зебра»

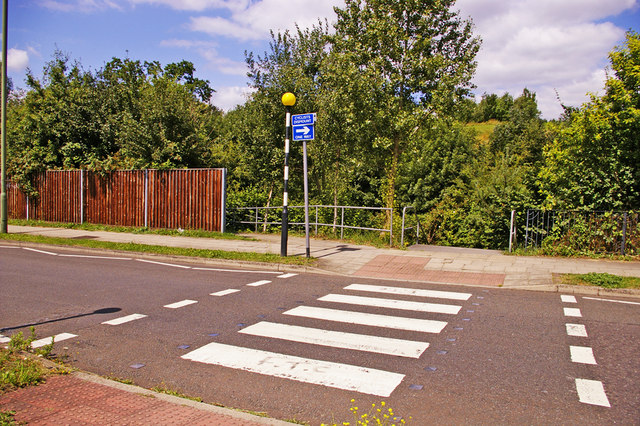
Пешеходный переход «зебра»

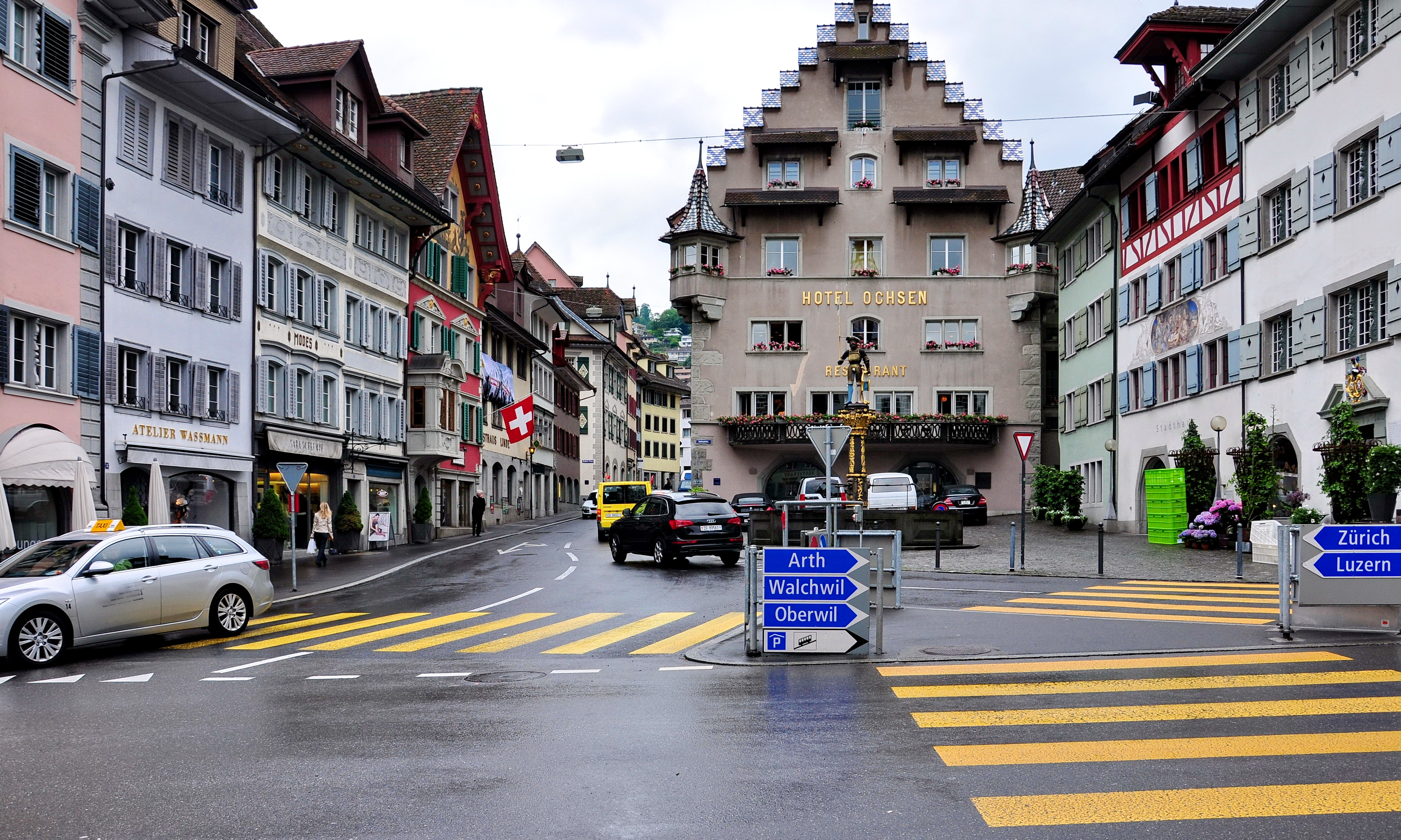
жёлтая и оранжевая зебра распространена в Швейцарии (город Цуг)

Зе́бра или пешеходная зебра, дорожная зебра — вид дорожной разметки, которая обозначает пешеходный переход. На нерегулируемом пешеходном переходе зебра предоставляет пешеходам преимущество (приоритет) при пересечении проезжей части по отношению к другим участникам движения.

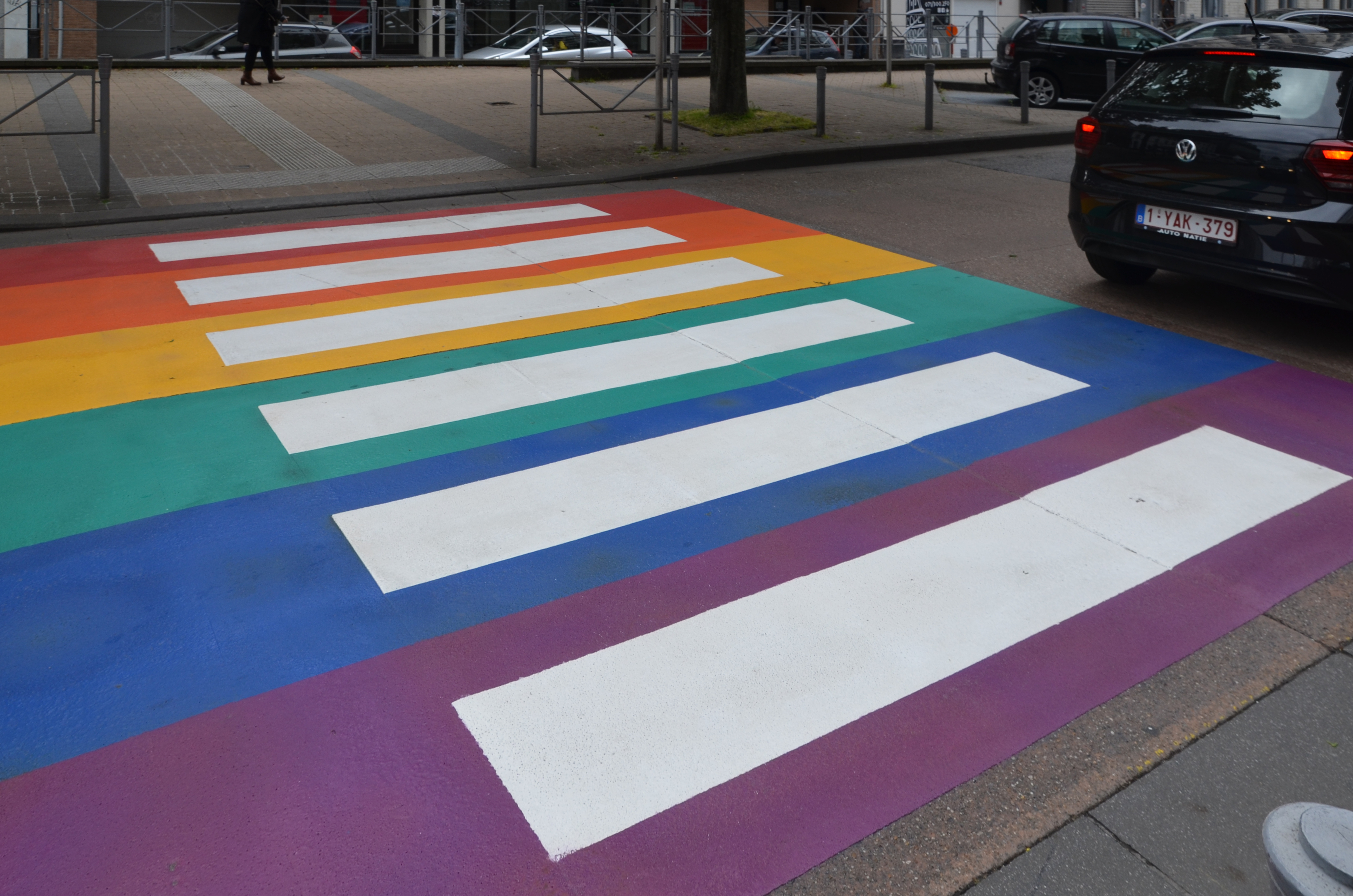
Пешеходный переход в Бельгии, который призывает людей относиться толерантно к ЛГБТ, впервые появились перед российским посольством в качестве протеста против политики российского правительства по отношению к ЛГБТ

Как правило, разметка имеет вид равномерных широких полос белого или жёлтого цвета, расположенных параллельно вдоль проезжей части.

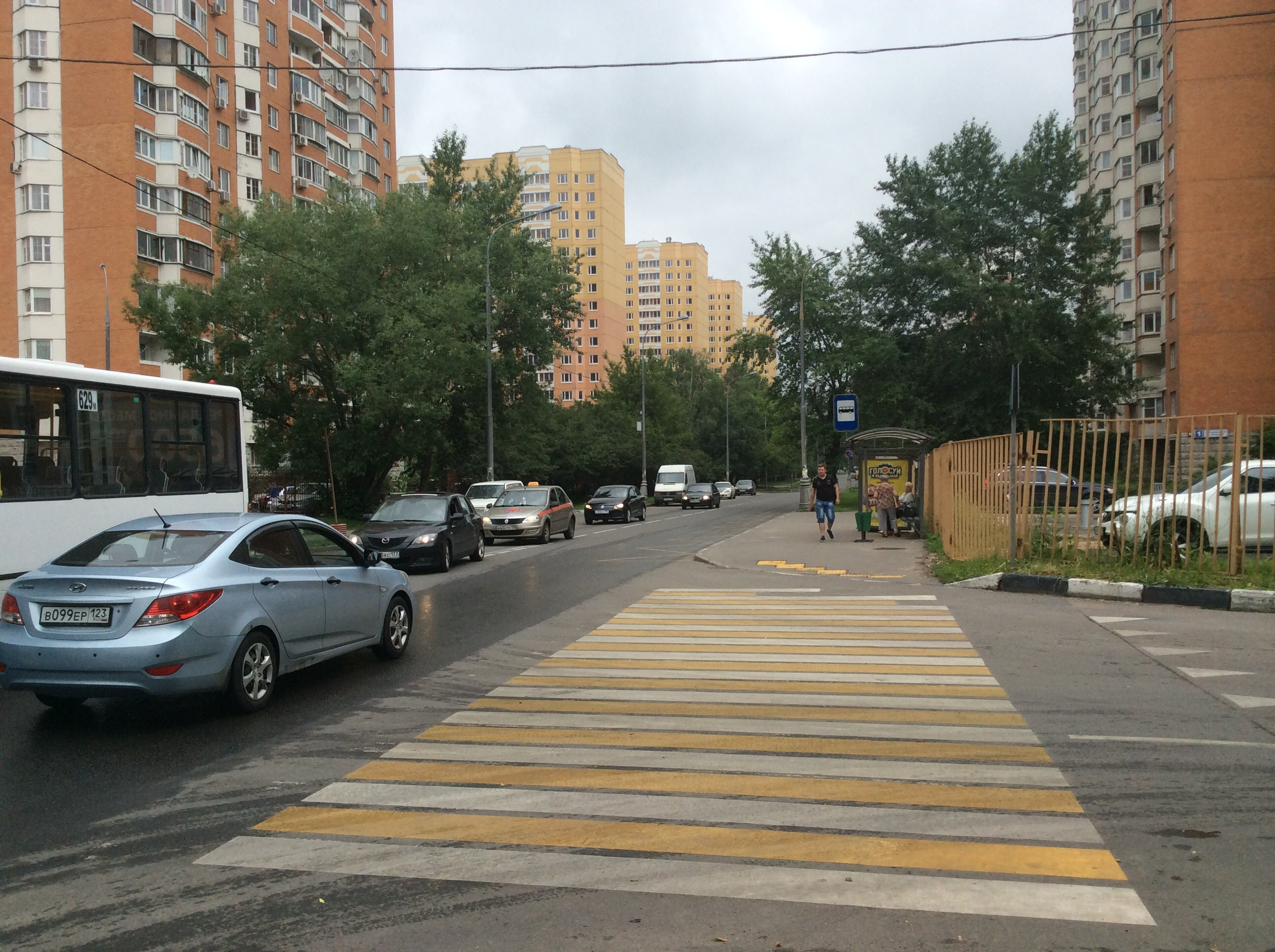
зебра с белыми и жёлтыми полосами в Москве

Сравнительно недавно в России появилась зебра с белыми и жёлтыми полосами без пустых промежутков между ними.

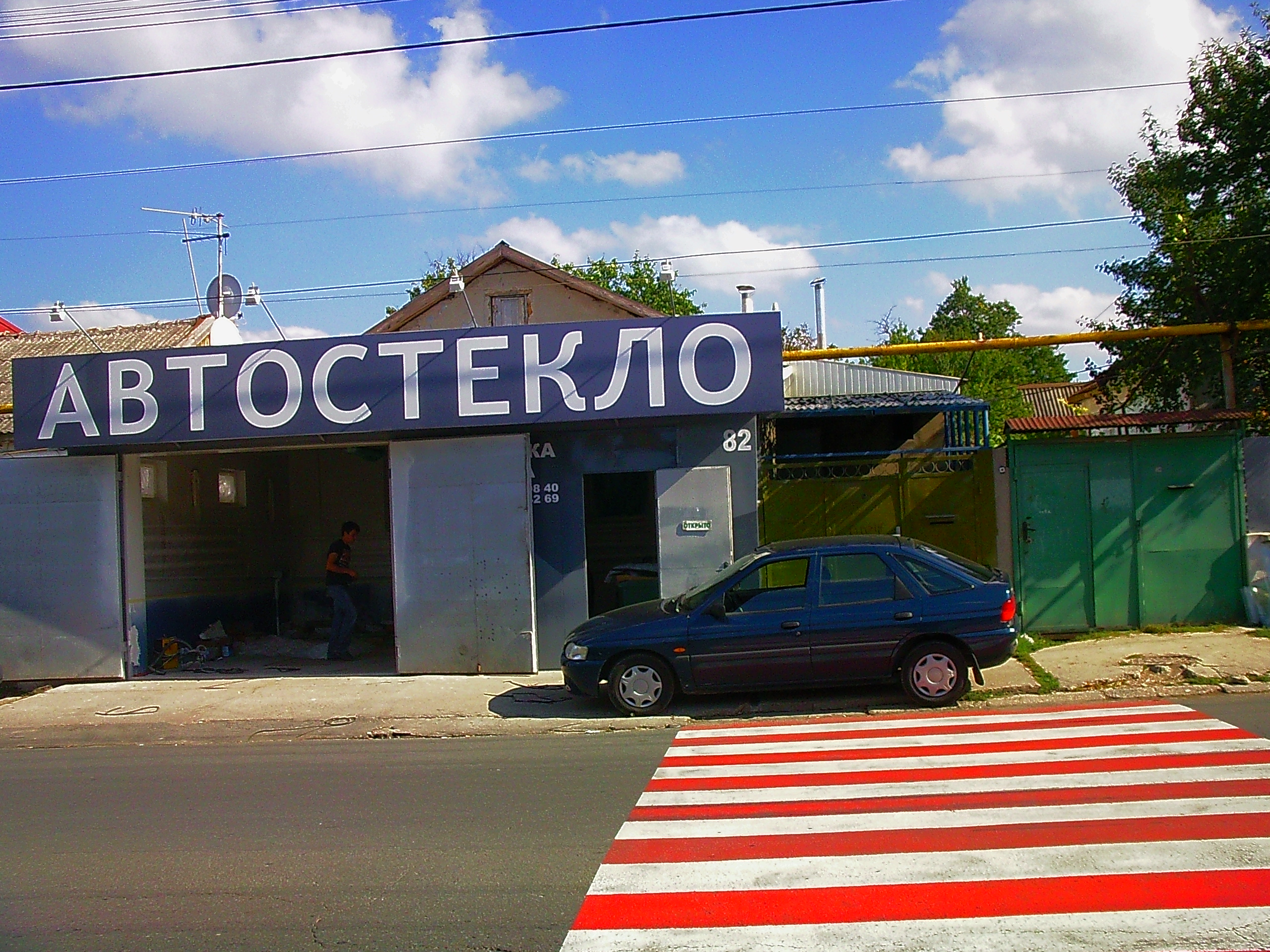
Зебра с белыми и красными полосами в Симферополе, 2012 год

На Украине и некоторых странах Европы, например в Польше встречается зебра с белыми и красными полосами.
Своё название дорожная разметка получила из-за сходства с окрасом зебр — чёрным в белую полосу.

## Виды разметки

Виды разметки на пешеходном переходе согласно Федеральной дорожной администрации США

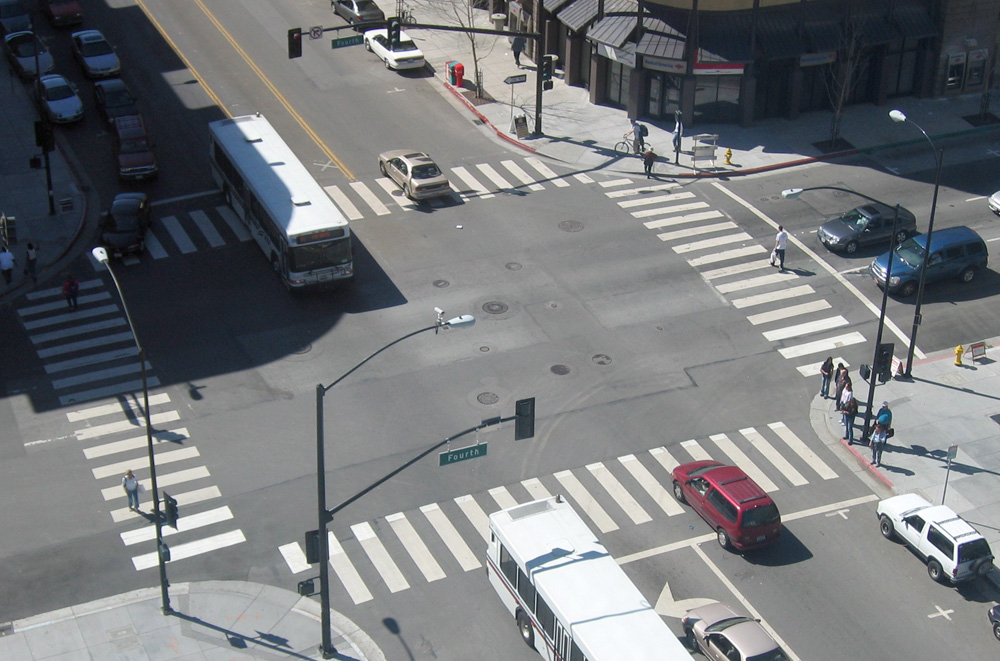
Зебра на регулируемом перекрёстке, Сан-Хосе (США)

В США применяется несколько видов дорожной разметки на пешеходном переходе.

### 3D зебры

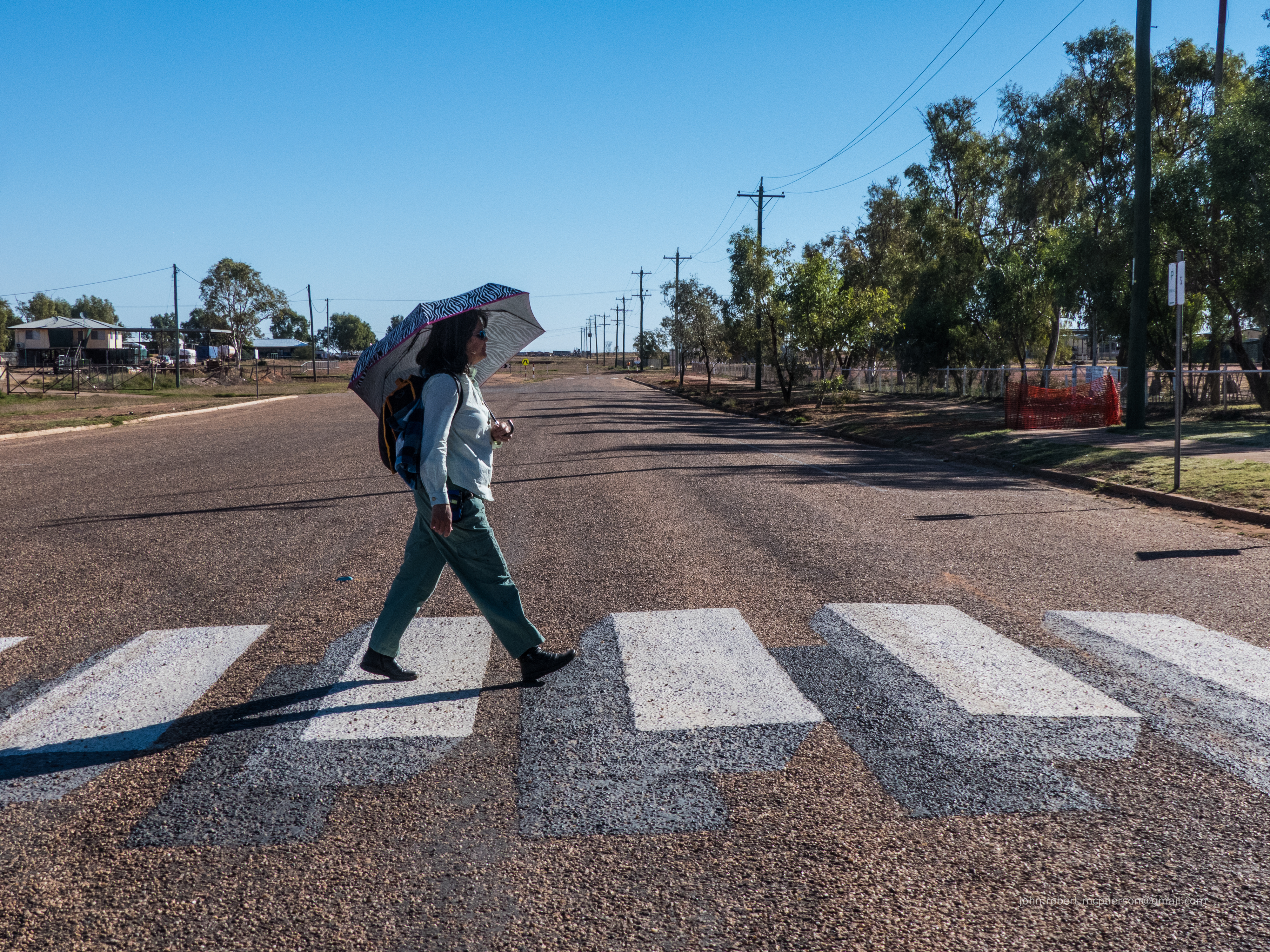
3D зебра в Австралии, 2018 год

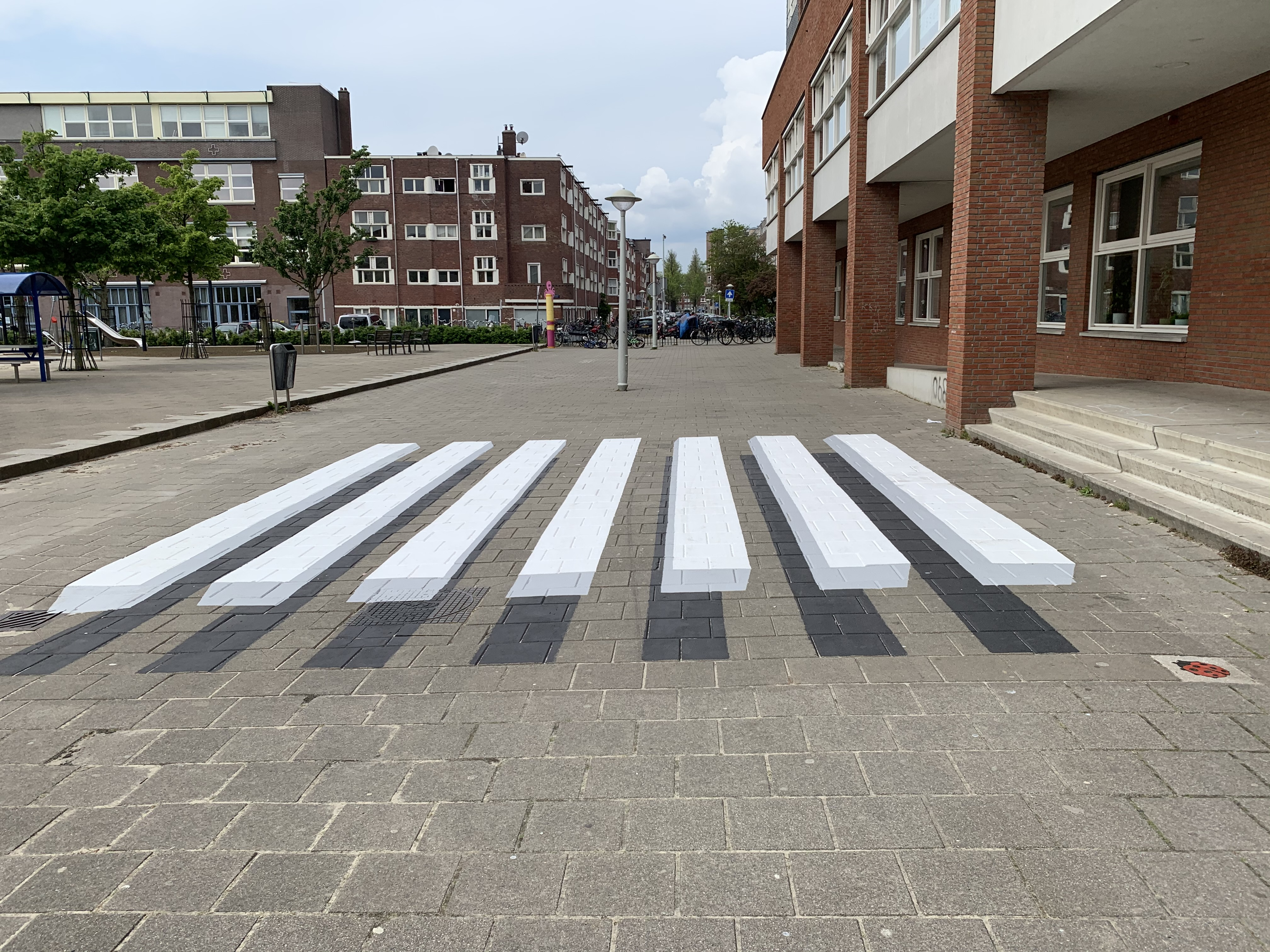
«Парящая над землёй» 3D зебра в Амстердаме, 2020 год

Существуют 3D зебры, две первые 3D зебры в России появились в августе 2011 года в Красноярске возле новой школы № 151, на улице Водопьянова., эти зебры создают иллюзию бетонных блоков на дороге или висящих в воздухе и заставляют водителей притормаживать около зебры и спасают жизни пешеходов и служит в качестве привлечения туристов.

### Шумовые полосы и сочетание зебры и лежачего полицейского

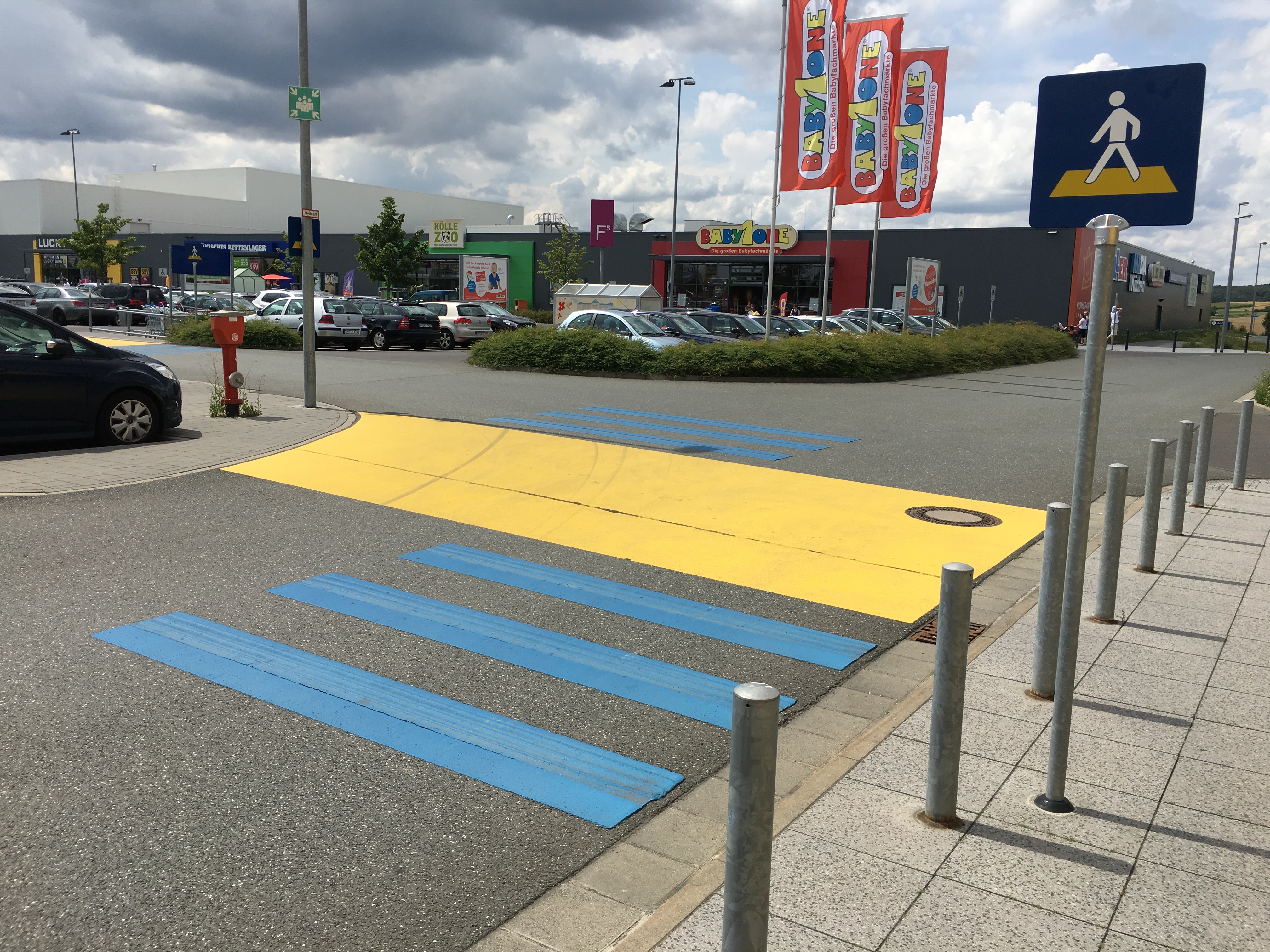
шумовые полосы и пешеходный переход обозначенный жёлтым цветом в Германии

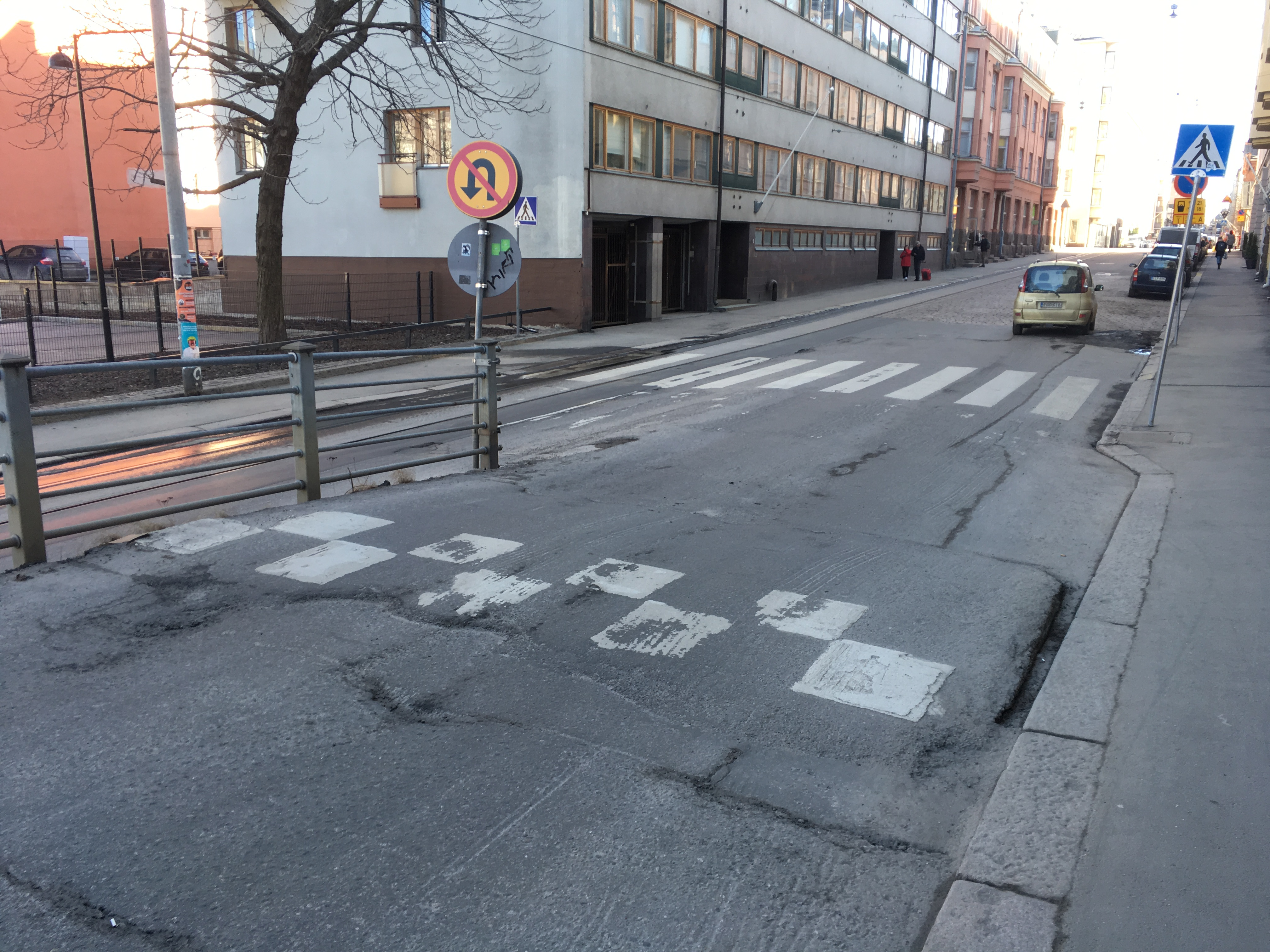
сочетанием зебры и лежачего полицейского

По мнению ГИБДД Красноярска 3D зебры не имеют особого эффекта, а шумовые полосы на дорогах снизили количество аварий почти до нуля. Также в Красноярске установили безопасные зебры — приподнятые зебры, которые являются сочетанием зебры и лежачего полицейского.

## История создания

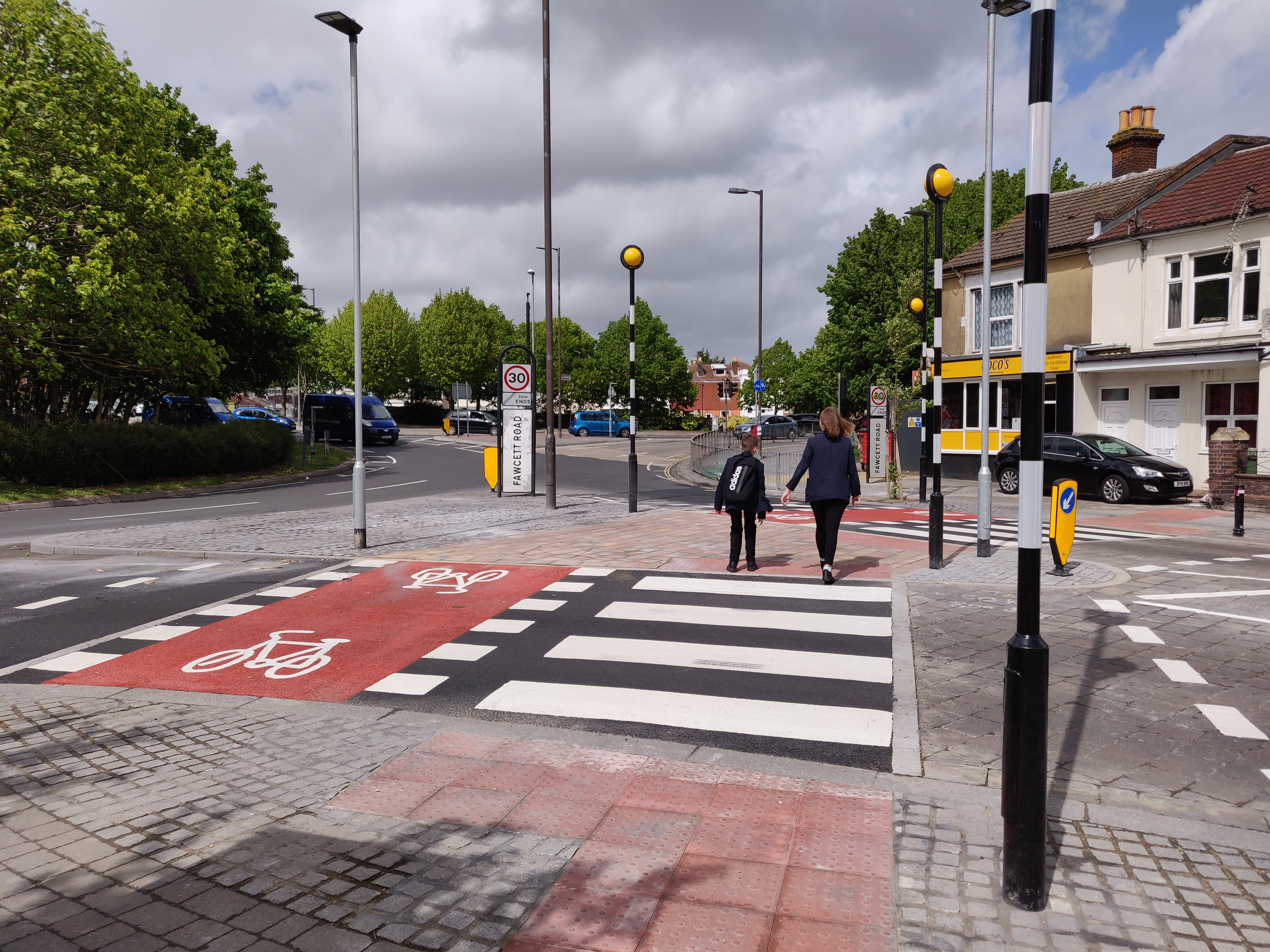
Зебра для пешеходов и велосипедистов

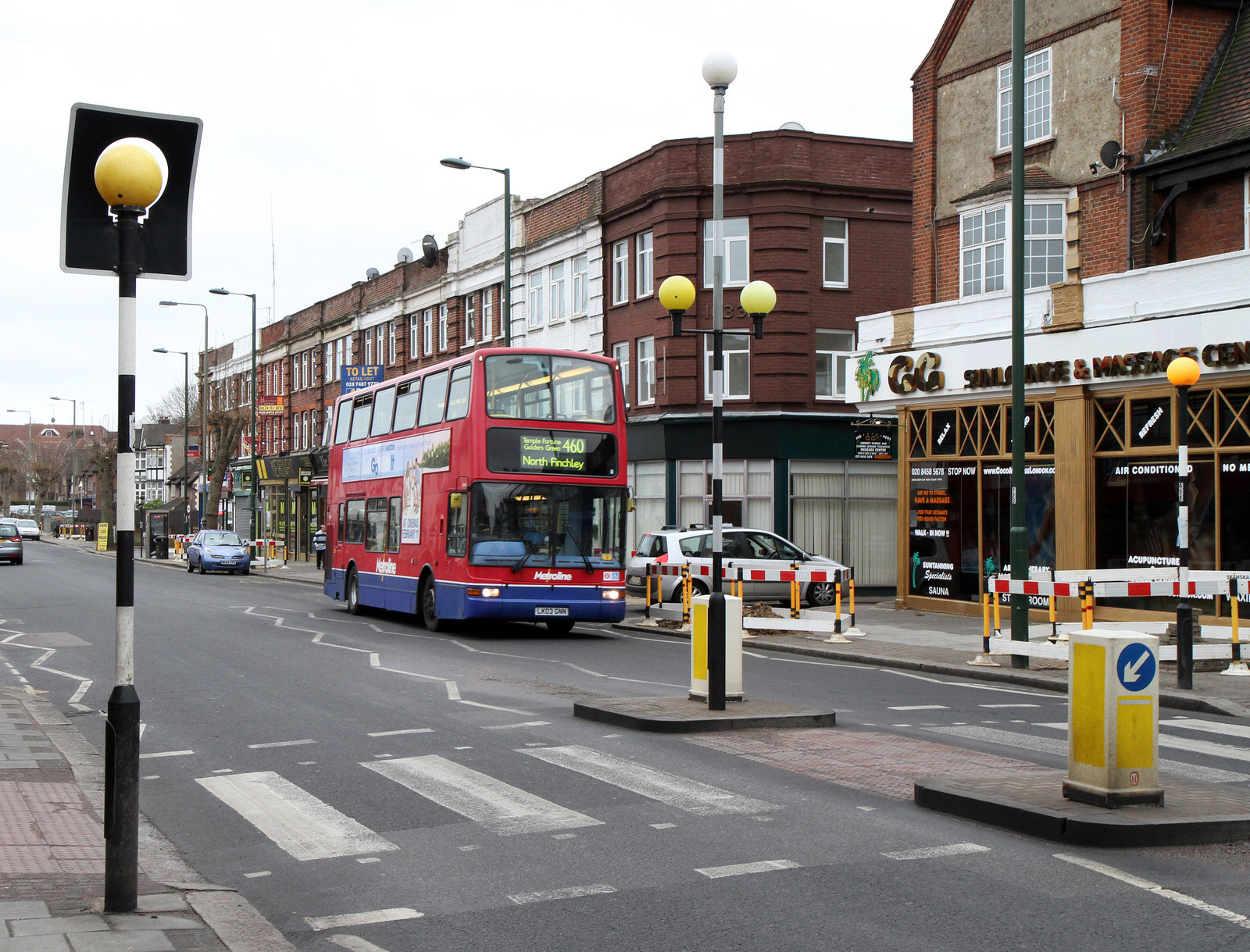
Жёлтый сигнальный фонарь возле зебры на полосатом столбе

Впервые «зебра» как средство безопасности на дороге появилась в Великобритании. С середины 1930-х пешеходные переходы в Соединённом Королевстве выделялись с помощью металлических шпилек на поверхности дороги и фонарями Белиша (англ. Belisha beacon). Они появились, когда в 1934 году британский министр транспорта лорд Хор-Белиша (англ. Leslie Hore-Belisha‎) распорядился поставить у дорог в местах пешеходных переходов полосатые столбы с оранжевыми фонарями наверху, и они были названы по фамилии министра.
В 1946 году, после Второй мировой войны, в Langley Hall, что западнее Лондона в Слау, было образовано подразделение дорожной безопасности Исследовательской лабораторией по дорожным проблемам (англ. Road Research Laboratory). Подразделение изучало данные происшествий, транспортные потоки, обустройство перекрёстков, уличное освещение, безопасность транспортных средств (изначально освещения и торможения) и пешеходных переходов. Были смоделированы переходы с различной разметкой. В итоге исследователи пришли к выводу, что чередующиеся чёрные и белые полосы шириной 2 фута (0,6 м), нанесённые параллельно бордюру, были наиболее заметны. В октябре 1951 года правила требовали, чтобы все неконтролируемые пешеходные переходы имели маркировки типа «зебра».
Нововведение быстро распространилось по всему миру. В сентябре 1953 года «зебра» появилась в Германии. В СССР первая экспериментальная разметка такого типа появилась в Москве на Ленинском проспекте в 1955 году.

## Способы нанесения и предъявляемые требования

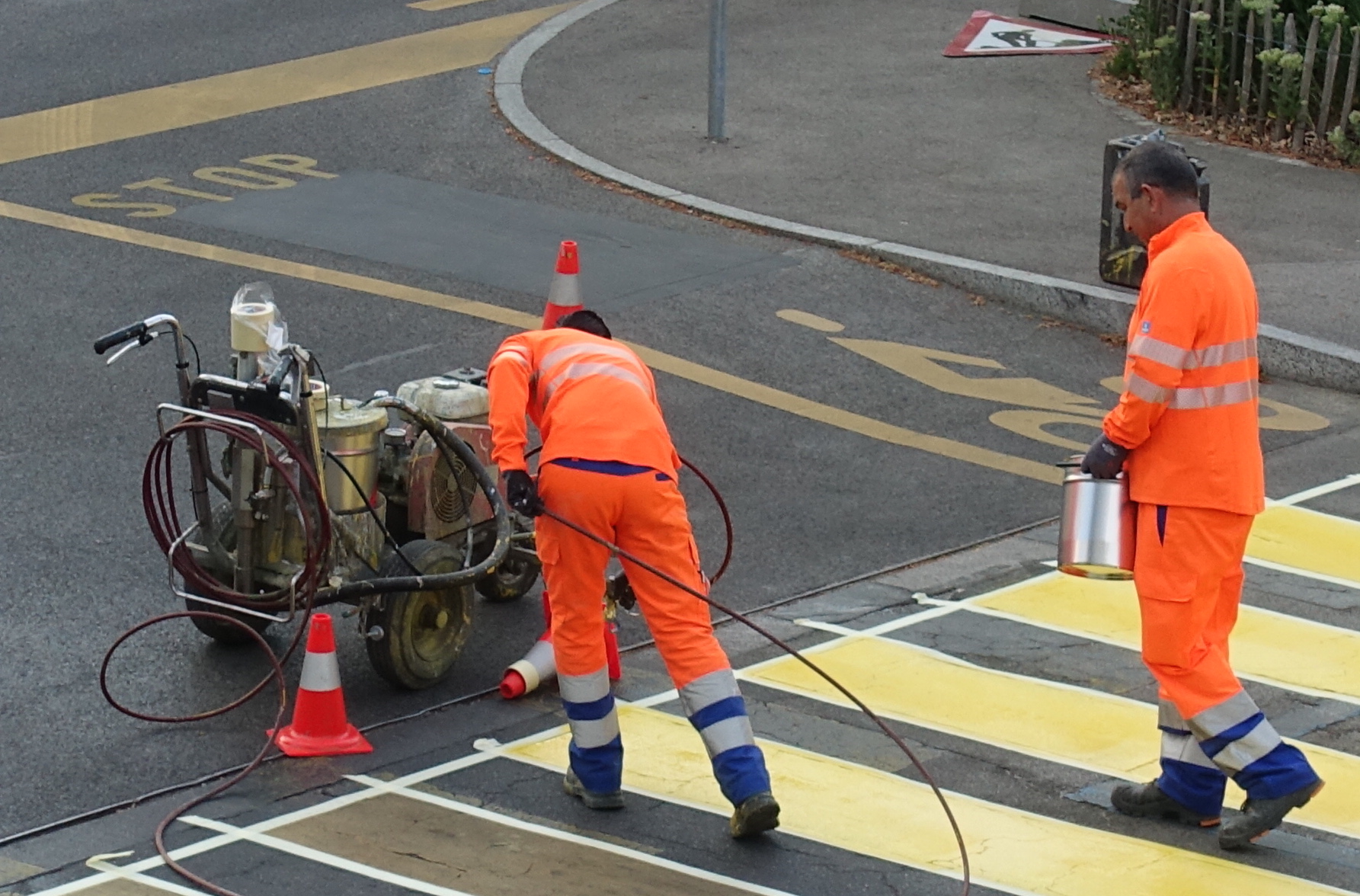
Нанесение зебры в Женеве (Швейцария)

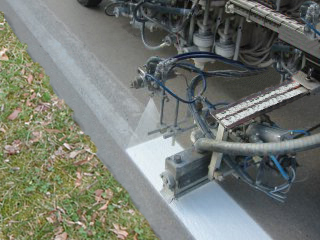
Нанесение зебры с помощью специального автомобиля

Зебра может наноситься холодным или горячим способом. К холодному относятся краски и пластики. По своим характеристикам в контексте требуемых условий краска, даже самая лучшая, уступает пластику. Более качественной получается разметка термоматериалами (горячий способ) — нагревающийся перед нанесением до определённых температур пластик обеспечивает значительно лучшие требуемые свойства (стойкость, долговечность, устойчивость к температурным перепадам, хорошая видимость при различных условиях). В случае нанесения зебры краской в её состав могут добавляться специальные присадки, хорошо отражающие свет.
Места непосредственно перед зеброй (а также перед подземными и надземными пешеходными переходами), а также на самой зебре, могут быть оборудованы тактильным покрытием для слепых и слабовидящих пешеходов.

## Общественные акции
Время от времени в различных странах проводятся различные акции, по научению детей и взрослых безопасному переходу проезжей части по зебре.
В англоязычных странах широко распространена практика охраны нерегулируемых пешеходных переходов в течение школьных часов. Специальные сотрудники муниципальных служб или добровольцы надевают жёлтые светоотражающие жилеты и с помощью специальных жезлов останавливают движение автотранспорта. Официально такие временные регулировщики называются crossing guard, хранители переходов. В разных странах могут широко употребляться другие названия: lollipop man/lady, school patrol и другие. Подробнее смотрите в Хранители Перехода или Crossing Guard.

### «Безопасная Зебра»
3 сентября 2010 года в Москве состоялась акция Госавтоинспекции МВД России, посвящённая началу нового учебного года и детской безопасности на дорогах. В акции участвовали раскрашенные «под зебру» лошади, которые в сопровождении инструктора ходили по пешеходным переходам, привлекая внимание водителей штендером «Внимание, дети идут в школу!», установленном на сёдлах. В это же время раскрашенные «под зебр» пони катали детей на тротуарах.

## В искусстве

Рисунок с обложки альбома «Abbey Road» группы «Битлз»

Группа «Битлз» на обложке альбома «Abbey Road» 1969 год. Обложка альбома, на которой изображены музыканты, идущие по зебре возле студии Эбби-роуд, стала одной из самых известных и цитируемых в массовой культуре.